# Onthophagus chaingraiensis
Onthophagus chaingraiensis är en skalbaggsart som beskrevs av Masumoto, Ochi och Hanboonsong 2007. Onthophagus chaingraiensis ingår i släktet Onthophagus och familjen bladhorningar. Inga underarter finns listade i Catalogue of Life.